# Quantic Dream
Quantic Dream (с англ. — «Квантовая мечта») — французская студия, занимающаяся разработкой и издательством компьютерных игр, основанная в 1997 году Дэвидом Кейджем. За всё время своего существования разработала пять видеоигр в жанре «интерактивного кино»: Omikron: The Nomad Soul (1999), Fahrenheit (2005), Heavy Rain (2010), Beyond: Two Souls (2013) и Detroit: Become Human (2018); последние три игры до 2019 года были временными эксклюзивами для консолей PlayStation. В 2021 году студия издала первую игру — Sea of Solitude: Director’s Cut на Nintendo Switch.

## История
После пятнадцатилетней работы композитором Дэвид Кейдж начал придумывать концепцию и историю своего будущего квеста с элементами файтинга и шутера Omikron: The Nomad Soul, вдохновившись игрой Battle Arena Toshinden. Он показал сценарий своим бывшим коллегам по работе, но те ему сказали, что такую игру сделать технически невозможно. В надежде доказать их неправоту Кейдж с друзьями сделал из студии звукозаписи собственный офис и разработал собственный игровой движок, сделав на нём прототип Omikron. В Лондоне Кейдж встретился с представителем студии-издателя Eidos Interactive, которая согласилась профинансировать проект, а также пригласил поучаствовать в проекте Дэвида Боуи; известный рок-певец «сыграл» в игре сразу двух персонажей и написал десять оригинальных песен. 2 мая 1997 года Дэвид Кейдж официально основал компанию Quantic Dream; название студии заимствовано из термина «квантовая физика». Omikron: The Nomad Soul была выпущена в ноябре 1999 года на PC (Windows) и Dreamcast. Продажи дебютной игры студии составили более 600 тысяч копий, а отзывы от критиков и игроков были в основном положительными. Технология захвата движения от Quantic Dream, которая присутствовала в Omikron (а впоследствии, и в следующих проектах студии), использовалась во время съёмок французского фильма «Бессмертные: Война миров». К 2001 году игра должна была получить сиквел, но разработка была отменена из-за Fahrenheit. После её выхода продолжение всё ещё находилось на стадии обсуждения, но в итоге проект окончательно отменили в пользу Heavy Rain.
В марте 2003 года к команде Кейджа присоединился Гийом де Фондомье, ставший финансовым директором студии, а позже — вторым генеральным директором и исполнительным продюсером последующих проектов Quantic Dream. В сентябре 2005 года студия выпустила Fahrenheit, изданная на этот раз Atari. Fahrenheit ввела в жанр интерактивного кино несколько игровых механик, которые будут использоваться в дальнейшем как в играх Quantic Dream, так и у других разработчиков — интерактивное повествование, моральные выборы, заставляющие игрока задуматься, романтическая линия и возможная гибель персонажа. Игра получила положительные отзывы от критиков, выиграла множество наград и была продана тиражом около миллиона экземпляров. В этом же году Quantic Dream заключила с Sony Computer Entertainment контракт на создание эксклюзивных игр и материалов к PlayStation 3. Первой игрой, вышедшей на консоли от Sony, стала Heavy Rain; Кейдж назвал её «личной». К этой игре была выпущена техническая демоверсия The Casting, показывающая обновлённую версию движка студии. Проект вышел в 2010 году, получил признание от критиков и завоевал три премии BAFTA, а продажи в общей сложности составили 5,3 миллиона. В конце 2011 года студия заключила ещё один контракт с Sony. В следующем году Quantic Dream продемонстрировала ещё один короткометражный фильм — Kara, показывающий технологию захвата движения на движке студии. Вторым проектом компании, изданным Sony, стал интерактивный триллер 2013 года Beyond: Two Souls с Эллен Пейдж и Уиллемом Дефо в главных ролях. Триллер получил смешанные отзывы, а продажи в 2,8 миллиона копий оказались ниже предыдущей игры. Перед выходом Beyond: Two Souls компания показала техническую демо The Dark Sorcerer на кинофестивале «Трайбека».
В 2014 году Quantic Dream удвоила свои инвестиции в компанию Vicon, чья технология захвата движения ранее использовалась в Heavy Rain и Beyond: Two Souls. Пятая игра студии (и последняя, изданная Sony), Detroit: Become Human, была анонсирована 27 октября 2015 года. Проект основан на технической демоверсии Kara, разработан за четыре года и выпущен 25 мая 2018 года. Detroit: Become Human стала одной из самых успешных игр студии с коммерческой точки зрения — в октябре 2019-го было продано более 3 млн копий, в августе 2020-го — 5 млн, а в июле 2021-го продажи достигли 6 миллионов, став самой продаваемой игрой Quantic Dream.
29 января 2019 года было объявлено о том, что благодаря сотрудничеству с китайской компанией NetEase, студия собирается выпускать будущие проекты мультиплатформенно, а исполнительный директор Гийом де Фондомье заявил, что Quantic Dream больше не будут ограничиваться эксклюзивными играми для консолей PlayStation. В течение 2019 года студия выпустила Heavy Rain, Beyond: Two Souls и Detroit: Become Human на ПК (Windows), издателем выступила сама студия. В 2019 году игры выходили эксклюзивно в Epic Games Store, 18 июня следующего года вышли в Steam. В 2021 году Quantic Dream объявила, что станет издателем приключенческой игры Dustborn от Red Thread Games, безымянного проекта от Parallel Studio, а также Sea of Solitude на Nintendo Switch. В этом же году компания открыла свою новую студию в Монреале, которую возглавил Стефан Д’Астус, ранее работавший в Eidos Montreal над Deus Ex: Human Revolution, а директором стал Йохан Казаус — ведущий дизайнер трёх частей франшизы Assassin’s Creed. По словам руководителей, канадский офис будет отвечать за геймплейные механики в будущих проектах, а французский — за всё остальное. В июне появилась информация, что следующая игра Quantic Dream будет иметь мультиплеер и микротранзакции. В сентябре ютубер и бывший журналист Том Хендерсон заявил, что сейчас студия занимается игрой по «Звёздным войнам» — проект будет с открытым миром и мультиплеером. Инсайдер также рассказал, что команда Кейджа начинала заниматься космической игрой с открытым миром сразу после Beyond: Two Souls, но Sony хотела завершить своё долголетнее сотрудничество со студией на Detroit: Become Human. 12 ноября журналист Джефф Грабб раскрыл название вероятной игры — Star Wars: Eclipse.
Официальный анонс Star Wars: Eclipse состоялся на церемонии The Game Awards 2021 года. Игра находится на ранней стадии разработки и лицензирована под брендом Lucasfilm Games. Известно, что проект будет в жанре action-adventure с несколькими играбельными главными героями и разветвлённым повествованием. Ecilpse является частью мультимедийного проекта «Звёздные войны: Расцвет Республики», а её действия будут происходить за 200 лет до «Скрытой угрозы». Ожидается, что игра выйдет не раньше 2027 года — по словам Тома Хендерсона, такой длительный срок объясняется неспособностью привлечь новых работников и персонал из-за плохой репутации студии как места работы. Игроки в «Твиттере» массово использовали хештег «#BlackoutStarWarsEclipse» с целью призвать Disney отозвать лицензию на создание игры по «Звёздным войнам» из-за скандала с сексизмом и гомофобией внутри студии. Однако сама Quantic Dream опровергла версию инсайдера, поскольку она не называла даже приблизительную дату, а большое количество вакансий обусловлено издательской деятельностью и работой над другими безымянными проектами. На Gamescom 2022 студия анонсировала ещё один проект, издателем которого она выступит, — Under The Waves от Parallel Studio, который выйдет в 2023 году.
31 августа 2022 года NetEase объявила о приобретении Quantic Dream после миноритарных инвестиций в 2019 году. Студия стала дочерней частью китайской компании, сохранив при этом независимость и возможность издавать свои и сторонние проекты. В Quantic Dream заявили, что за предыдущие годы поступало несколько предложений о покупке, и руководство выбрало NetEase — по их словам, это решение благоприятное для их дальнейшего сотрудничества. По некоторым данным, покупка NetEase обошлась в 100 миллионов евро.
В июне 2023 года Quantic Dream представила лейбл Spotlight by Quantic Dream, под которым студия будет издавать сторонние проекты. Лейбл был официально представлен на Summer Games Fest вместе с двумя проектами — Under the Waves и Lysfanga: The Time Shift Warrior.

## Философия и цели студии
Quantic Dream старается создавать новые собственные IP. Дэвид Кейдж заявлял, что его целью является вызывание эмоций с помощью интерактивного повествования, подчёркивая эмпатию, печаль и чувство вины, в противовес фрустрации и гневу. Таким образом, он назвал покупку Heavy Rain «политическим актом», который могут совершить другие, подобные ему. Разработчики стремятся обратиться как к геймерам, так и к далёким от игр людям, считая видеоигры искусством. Студия разрабатывает к каждой игре новый движок; по словам Кейджа, код для каждого движка разный. Технические демоверсии также стали традицией Quantic Dream. В 2013 году Дэвид Кейдж подверг критике разработку сиквелов — по его словам, они «убивают творчество и инновации».
В интервью IGN, посвящённом открытию студии в Монреале, Дэвид Кейдж сказал, что её цель — «поиск лучших и опытных талантов, обладающих специальными знаниями и увлечённых в создании амбициозных AAA-игр». С мнением основателя Quantic Dream согласен и генеральный директор подразделения в Монреале Стефан Д’Астус, добавив, что важным фактором в создании AAA-игры является время и график. Он также отметил, что монреальская и парижская студии — «единое целое, расположенное в двух региональных центрах».
Во Франции компании предоставляется двадцатипроцентная налоговая льгота на производственные затраты. На 2022 год в студии работает более 200 человек, что на несколько десятков больше, чем сообщалось в 2016 и 2018 годах.
В апреле 2022 года в честь 25-летнего юбилея студия рассказала о собственных ценностях и планах по дальнейшему развитию компании. По словам разработчиков, они прилагают все усилия, чтобы атмосфера внутри команды оставалась благоприятной, безопасной и уважительной по отношению ко всем. Компания сообщила о ранее предпринятых действиях:
- Quantic Dream сотрудничает с представителями ЛГБТК+ для максимально реалистичной демонстрации персонажей с нетрадиционной сексуальной ориентацией;
- Компания проводит регулярные тренинги;
- Quantic Dream нанимала и продолжает нанимать самых разных людей, чтобы гарантированно отражать разнообразие аудитории и игр, над которыми работает в данный момент;
- В студии работают представители ЛГБТК+ с момента её основания;
- Более 50 % менеджеров — женщины. Они занимают такие позиции, как директор по продажам, директор по коммуникациям, директор по персоналу и множество других;
- Внутренняя коммуникация позволяет любому сотруднику анонимно сообщать о проблемах на рабочем месте.

## Обвинения
В январе 2018 года три французских новостных агентства, Le Monde, Mediapart и Canard PC, опубликовали результаты совместного расследования, в котором выяснилось, что Дэвид Кейдж и Гийом де Фондомье поощряли сексизм и расизм. Спорные фотографии пересылались по электронной почте и размещались по офису, включая фотографии сотрудников студии, выглядящих как порнозвёзды или нацисты. Canard PC заявила, что весь отдел информационных технологий уволился из-за этих шуток. Руководство студии также было обвинено в использовании жёсткого графика в «кризисное время», а отдел кадров — в сговоре с целью расторжения контрактов до истечения срока и нарушении французского трудового законодательства.
Кроме того, в ходе расследования были выявлены попытки Гийомом де Фондомье удалить всю негативную информацию про студию в статье Википедии на французском языке, а в 2020 году администраторы обнаружили ещё несколько учётных записей участников проекта, которые связаны с Quantic Dream.
Кейдж прокомментировал эти обвинения, назвав их «смешными и абсурдными»; де Фондомье коротко сказал: «Я буду предельно ясен: это абсолютная ложь». В феврале 2018 года студия назвала это расследование «настоящей клеветнической кампанией». В апреле того же года Quantic Dream подала иск против Le Monde и Mediapart, а Canard PC получила два письма с угрозами. В июле студия проиграла судебное дело против бывшего сотрудника, покинувшего компанию из-за того скандала. ИТ-менеджер уволился с работы и подал судебный иск, рассчитывая получить 114 тысяч евро в качестве компенсации. Парижский трибунал обязал Quantic Dream выплатить пять тысяч евро в дополнение к гонорару в размере двух тысяч евро в декабре 2019 года. В апреле 2021 года Апелляционный суд Парижа отменил приговор против студии по поводу неправомерного увольнения сотрудника.
В мае 2021 года состоялся судебный процесс по иску от Quantic Dream против Le Monde и Mediapart, где главы студии вели себя очень странно — во время заседания Кейдж рыдал, громко кричал и топал ногами, после чего ушёл из суда. Де Фондомье же спрашивал судью, может ли он лгать, так как не давал перед судом обязательств. Приговор вынесен 22 сентября — Quantic Dream выиграла дело против Le Monde, так как у журналистов не получилось доказать часть фактов из своего расследования. А аналогичный иск против Mediapart студия проиграла, в ответ на что адвокаты студии заявили, что один из материалов в их статье был опубликован журналистом, которого не пустили на VIP-вечеринку.

## Игры

### Разработанные
| Год  | Название                | Платформа                                                               | Издатель                                      |
| ---- | ----------------------- | ----------------------------------------------------------------------- | --------------------------------------------- |
| 1999 | Omikron: The Nomad Soul | Windows, Dreamcast                                                      | Eidos Interactive                             |
| 2005 | Fahrenheit              | PlayStation 2, Xbox, Windows, macOS, Linux, iOS, Android, PlayStation 4 | Atari, Aspyr, Quantic Dream                   |
| 2010 | Heavy Rain              | PlayStation 3, PlayStation 4, Windows                                   | Sony Computer Entertainment, Quantic Dream    |
| 2013 | Beyond: Two Souls       | PlayStation 3, PlayStation 4, Windows                                   | Sony Computer Entertainment, Quantic Dream    |
| 2018 | Detroit: Become Human   | PlayStation 4, Windows                                                  | Sony Interactive Entertainment, Quantic Dream |
| TBA  | Star Wars Eclipse       | TBA                                                                     | Quantic Dream                                 |

### Изданные
| Год  | Название                            | Платформа                                                        |
| ---- | ----------------------------------- | ---------------------------------------------------------------- |
| 2021 | Sea of Solitude: The Director’s Cut | Nintendo Switch                                                  |
| 2023 | Under The Waves                     | PlayStation 4, PlayStation 5, Xbox One, Xbox Series X/S, Windows |
| 2024 | Lysfanga: The Time Shift Warrior    | Nintendo Switch, Windows                                         |
| 2024 | Dustborn                            | PlayStation 4, PlayStation 5, Xbox One, Xbox Series X/S, Windows |